# Микільська сільська рада (Світловодський район)
| Микільська сільська рада — колишній орган місцевого самоврядування у Світловодському районі Кіровоградської області з адміністративним центром у с. Микільське. Сільській раді підпорядковані населені пункти: - с. Микільське - с. Бугруватка - с. Золотарівка |

## Склад ради
Рада складалася з 16 депутатів та голови.

### Керівний склад ради
| ПІБ                      | Основні відомості                                                                             | Дата обрання | Дата звільнення |
| ------------------------ | --------------------------------------------------------------------------------------------- | ------------ | --------------- |
| Щукін Володимир Климович | Сільський голова, 1965 року народження, освіта, член Всеукраїнського об'єднання «Батьківщина» | 26.03.2006   | 31.10.2010      |
| Щукін Володимир Климович | Сільський голова, 1965 року народження, освіта вища, безпартійний                             | 31.10.2010   |                 |

Примітка: таблиця складена за даними джерела

## Населення
Згідно з переписом УРСР 1989 року чисельність наявного населення сільської ради становила 2114 осіб, з яких 931 чоловік та 1183 жінки.
За переписом населення України 2001 року в сільській раді мешкали 1823 особи.

### Мова
Розподіл населення за рідною мовою за даними перепису 2001 року:
| Мова       | Відсоток |
| ---------- | -------- |
| російська  | 75,00 %  |
| українська | 24,23 %  |
| білоруська | 0,05 %   |
| болгарська | 0,05 %   |
| вірменська | 0,05 %   |
| молдовська | 0,05 %   |
| інші       | 0,57 %   |